# Schistura pridii
Schistura pridii är en fiskart som beskrevs av Chavalit Vidthayanon 2003. Schistura pridii ingår i släktet Schistura och familjen grönlingsfiskar. IUCN kategoriserar arten globalt som starkt hotad. Inga underarter finns listade i Catalogue of Life.